# Rhododendron psammogenes
Rhododendron psammogenes är en ljungväxtart som beskrevs av Herman Otto Sleumer. Rhododendron psammogenes ingår i släktet rododendron, och familjen ljungväxter. Utöver nominatformen finns också underarten R. p. inundatum.